# Holdforfølgelsesløb
Holdforfølgelsesløb er en disciplin inden for banecykling.
Holdforfølgelsesløbet køres på mange måder lige som individuelt forfølgelsesløb, bortset fra at tre eller fire ryttere kører sammen som et hold. Vinderen af et løb er det hold, hvis tredje rytter kommer før det andet holds tilsvarende tredje rytter. Mændene kører på hold à fire ryttere, mens kvindehold består af tre ryttere.
Teknikken i holdforfølgelsesløbet er, at rytterne på et hold skiftes til at ligge forrest, hvorpå de øvrige holder sig så tæt efter hinanden, at de kan bruge lidt færre kræfter, fordi de ligger i læ bag den forankørende. Under et løb ser man derfor typisk holdets rytter kører på række og den forreste efter at have taget en tur som den, der trækker de øvrige, slår op i banen for derpå at hægte sig på bagest. Undertiden sker der det hen mod slutningen af et løb, at en af rytterne bruger sine sidste kræfter på at ligge i spidsen og derpå trækker væk, så de resterende ryttere får så god en tid som muligt. 

## Konkurrenceformat
Man kører ved større arrangementer først en kvalifikationsrunde. Her kører holdene enkeltvis, og de bedste (typisk otte) hold går videre til første runde. Her kører holdene parvis mod hinanden, og de to bedste går i finalen, mens de tredje- og fjerdebedste hold kommer til at køre mod hinanden om bronzemedaljerne.
Et hold kan bestå af flere ryttere, end der kører et heat, og der kan skiftes ud på holdene mellem heatene.
Disciplinen har været kørt ved de olympiske lege i en speciel australsk udgave i 1904 i St. Louis. 4.000 meter-udgaven har været på det olympiske program siden 1920 og findes fortsat. I modsætning hertil har kvinderne kun kørt holdforfølgelsesløb ved OL siden 2012, første gang som 3.000 meter, derefter som 4.000 meter.

## Resultater
De stærkeste nationer i holdforfølgelsesløb har oftest ryttere på holdet, der også er blandt de bedste i den individuelle udgave. Samtidig skal man have tilstrækkelig mange stærke ryttere, hvilket begrænser deltagelsen i disciplinen.
Den gennem tiden stærkeste nation i holdforfølgelsesløb for mænd er Australien, der har vundet VM-medaljer nitten gange,  siden disciplinen kom på VM-programmet i 1993.
| Rank               | Nation             | Guld | Sølv | Bronze | Total |
| ------------------ | ------------------ | ---- | ---- | ------ | ----- |
| 1                  | Australien         | 13   | 2    | 4      | 19    |
| 2                  | Storbritannien     | 5    | 10   | 2      | 17    |
| 3                  | Tyskland           | 3    | 3    | 2      | 8     |
| 4                  | Danmark            | 2    | 3    | 5      | 10    |
| 5                  | Ukraine            | 2    | 3    | 1      | 6     |
| 6                  | Italien            | 2    | 0    | 4      | 6     |
| 7                  | New Zealand        | 1    | 2    | 4      | 7     |
| 8                  | Frankrig           | 0    | 2    | 3      | 5     |
| 9                  | Rusland            | 0    | 1    | 1      | 2     |
| 9                  | USA                | 0    | 1    | 1      | 2     |
| 11                 | Holland            | 0    | 1    | 0      | 1     |
| 12                 | Spanien            | 0    | 0    | 1      | 1     |
| Total (12 nations) | Total (12 nations) | 28   | 28   | 28     | 84    |

For kvinder Storbritannien bedst med i alt tolv VM-medaljer:
| Rank              | Nation            | Guld | Sølv | Bronze | Total |
| ----------------- | ----------------- | ---- | ---- | ------ | ----- |
| 1                 | Storbritannien    | 6    | 5    | 1      | 12    |
| 2                 | USA               | 4    | 1    | 0      | 5     |
| 3                 | Australien        | 3    | 3    | 2      | 8     |
| 4                 | Canada            | 0    | 2    | 3      | 5     |
| 5                 | New Zealand       | 0    | 1    | 4      | 5     |
| 6                 | Ukraine           | 0    | 1    | 0      | 1     |
| 7                 | Tyskland          | 0    | 0    | 2      | 2     |
| 8                 | Italien           | 0    | 0    | 1      | 1     |
| Total (8 nations) | Total (8 nations) | 13   | 13   | 13     | 39    |

## Rekorder
Italien satte to verdensrekorder ved OL 2020 (afholdt i 2021), først i semifinalen med tiden 3.42,307 og senere i finalen med 3.42,032. I finale kørte Italien mod Danmark, som med tiden 3.42,198 også var under verdensrekorden fra semifinalen.